# Марсель Пурбе
Марсе́ль Пурбе́ (фр. Marcel Pourbaix; 16 вересня 1904, Мишега, Тульська губернія, Росія — 28 вересня 1998, Уккел, Бельгія) — бельгійський хімік, фахівець в галузі електрохімії. Був не лише науковцем але й талановитим піаністом.

## Життєпис
Народився у сім'ї бельгійського інженера, консультанта з питань інженерних проєктів. Він навчався в Брюсселі й закінчив у 1927 році факультет прикладних наук Вільного університету Брюсселя. Займався вивченням корозії та способами її запобігання. До 1938 року він розробив діаграми «рівноважний потенціал-pH середовища». У 1939 році, безпосередньо перед початком Другої світової війни, представив на факультеті свою докторську дисертацію,  під назвою «Термодинаміка розбавлених водних розчинів. Графічне відображення ролі рН і потенціалу». Війна та певна плутанина серед журі щодо знака електродного потенціалу завадили завершенню процесу його габілітації. Проте дисертація була захищена в Делфтському інституті технологій. Докторська дисертація Пурбе мала великий вплив на науку про корозію. Британський науковець Улік Р. Еванс вважав цю роботу важливою та організував її англомовний переклад, опублікований видавництвом Edward Arnold (Лондон) у 1949 році.
У 1949 році разом із 13-ма іншими електрохіміками Європи та США він був одним із засновників Міжнародного комітету термодинаміки та кінетики електрохімікатів (Comité International de Thermodynamique et de Cinétique Electrochimiques, CITCE). CITCE мав успіх. У 1971 році назва була змінена на Міжнародне електрохімічне товариство (ISE). У ньому налічується понад 1100 членів із 59 країн.
У 1951 році він заснував Бельгійський центр вивчення корозії CEBELCOR (Centre Belge d'Etude de la Corrosion), який став одним із перших у світі центрів, присвячених теоретичним та експериментальним дослідженням явищ корозії. У 1952 році Пурбе заснував комісію з електрохімії Міжнародного союзу теоретичної та прикладної хімії (IUPAC), і ця комісія в 1953 році упорядкувала хаотичний стан справ, який тоді панував у знаках електродних потенціалів.

## Наукові здобутки

для системи Fe-H_{2}O

Марсель Пурбе отримав свої найвидатніші результати під час досліджень у Вільному Брюссельському університеті. Його найвищим досягненням є визначення потенціалу рН, відоме як «Діаграма Пурбе». Діаграми Пурбе — це термодинамічні діаграми, побудовані з використанням рівняння Нернста, які візуалізують взаємозв'язки між можливими фазами системи, обмеженими лініями, що представляють реакції між ними. Такі діаграми також відомі як фазові діаграми.
У 1963 році Пурбе видав «Атлас електрохімічних рівноваг», який містив діаграми «потенціал-рН» для всіх хімічних елементів, відомих на той час. Пурбе та його колеги розпочати над ним працювати ще на початку 1950-х.
На знак високої оцінки заслуг та досягнень Марселя Пурбе його іменем названо нагороду, що вручається за сприяння міжнародному співробітництву з 1996 року на Міжнародному корозійному конгресі (англ. International Corrosion Congress) кожні на три роки.
На його честь Бразильська асоціація корозії назвала свою бібліотеку Бібліотекою Марселя Пурбе.

## Нагороди і почесні звання
- Бельгійська урядова премія Excellence Award (1922)
- Нагорода від Королівського бельгійського товариства інженерів і промисловців (1933)
- Премія Гійсберті Годенпійн від Делфтського інституту технологій (1940)
- Премія Вілліс Родні Вітні (Національна асоціація інженерів-корозіоністів[en], NACE, 1969)[7]
- Медаль Кавалларо від Європейської федерації корозії (1975)[8]
- Олін-паладієва нагорода [en] від Електрохімічного товариства[en] (1975)[9]
- Премія Вінсотт (Європейське співтовариство) (1978)
- Нагорода Еванса (Інститут науки і техніки корозії) (1979)
- Медаль «За заслуги в корозії» (Мексиканська асоціація корозії) (1981)
- Почесний член бельгійсько-американського оосвітнього фонду (1949)[10]
- Довічний почесний член австралійської Асоціації корозії (1975)[11]
- Член Інституту науки і техніки корозії (1979)
- Почесний професор Університету науки і технологій у Пекіні (1980)
- Почесний дипломом Національного автономного університету Мексики (1981)

## Вибрані публікації
- Atlas of Electrochemical Equilibria in Aqueous Solutions // Marcel Pourbaix. — National Association of Corrosion Engineers, 1974 — Electrochemistry — 644 p.
- Pourbaix, Marcel Thermodynamics of Dilute Aqueous Solutions. — E. Arnold, 1949. — 136 p. — ISBN 0598960066
- Pourbaix, Marcel (January 1974). Applications of electrochemistry in corrosion science and in practice. Corrosion Science (англ.). 14 (1): 25—82. Bibcode:1974Corro..14...25P. doi:10.1016/S0010-938X(74)80006-5.
- Pourbaix, Marcel; Staehle, Roger W. (1973), Chemical and Electrochemical Reactions, Lectures on Electrochemical Corrosion (англ.), Boston, MA: Springer US, с. 23—28, doi:10.1007/978-1-4684-1806-4_2, ISBN 978-1-4684-1808-8, процитовано 22 червня 2022